# Kanji
Kanji [kaɴdʑi] ⓘ sind die in der japanischen Schrifttradition verwendeten Schriftzeichen chinesischen Ursprungs. Das Wort Kanji wird mit chinesischen Schriftzeichen geschrieben als 漢字 [xæ̀ntsz̩̀] ⓘ, in Hiragana-Schrift als かんじ. Die Schriftzeichen, die ausschließlich in Japan erschaffen wurden, heißen Kokuji – 国字 ‚Nationale Schriftzeichen‘ – bzw. Wasei kanji – 和製漢字 ‚Japanische Schriftzeichen‘ – und sind Teil des japanischen Kanji-Schriftsystems. Diese Schriftzeichen werden wie alle übrigen durch mosaikartige Komposition von chinesischen Schriftelementen zusammengesetzt. Die Nutzung der heute durch die Schriftreform „leicht modifizierten“ Kanji – Shinjitai – in Japan im Vergleich zu China sind letztlich grafische bzw. historische Varietäten derselben Schriftzeichen (vergleiche Allograph). Mit einigen Ausnahmen unterscheiden sie sich nur leicht von den allgemeinen Standardschreibweisen im heutigen Ursprungsland China – Kurzzeichen – bzw. Taiwan, Hongkong, Macau – Langzeichen.

## Verwendung
Eingegliedert in moderne japanische Hiragana-Texte bezeichnen Kanji heute Nomina oder Wortstämme von Verben und Adjektiven.
Die frühesten japanischen Texte – Kanbun – sind ausschließlich in Kanji geschrieben. Ein Kanji konnte dabei für ein japanisches Wort, (bedeutungsunabhängig) für einen japanischen Sprachlaut („Lesung“ dieses Kanji) oder auch für einen kleinen Rebus stehen.

## Etymologie
Das Logogramm 字 in der Bedeutung „Schriftzeichen“ wird im Chinesischen nach Pinyin als zì (Hörbeispiel von zì (zi4)ⓘ) phonetisch realisiert, im Japanischen als ji; d. h. das Wort ji ist letztlich ein chinesisches Lehnwort im Japanischen, obwohl es heute kaum noch als solches wahrgenommen wird.
Das chinesische Schriftzeichen 漢 – Pinyin hàn – nimmt Bezug auf die historische Han-Dynastie, die die chinesische Identität prägte. Es erscheint in der japanischen Lautung als kan. Kanji bedeutet also „Schriftzeichen des Han-Volks“.

## Chinesische Schriftzeichen

Traditionelle und vereinfachte Zeichen

Zur Zeit der chinesischen Han-Dynastie wurde das erste Zeichenlexikon – das Shuowen Jiezi – erstellt, nachdem bereits in der vorherigen Qin-Dynastie die chinesische Schrift vereinheitlicht worden war.

### Unterschiede zwischen japanischen und chinesischen Schriftzeichen
Obwohl die japanischen Kanji aus diesen Schriftzeichen entstanden sind, gibt es heute einige Unterschiede zwischen ihnen – Hanzi () und Kanji ().
- Einerseits wurden nicht alle Schriftzeichen übernommen, andererseits wurden einige Zeichen, die sogenannten Kokuji, in Japan entwickelt.
- Die chinesischen Schriftzeichen wurden sowohl in China als auch in Japan im Laufe der Zeit vereinfacht, in Japan zuletzt 1946 (Shinjitai). Diese Vereinfachungen wurden allerdings nicht zwischen den einzelnen Ländern koordiniert, weswegen eine ganze Reihe von Zeichen heutzutage in drei verschiedenen Varianten existiert – als Langzeichen, Kurzzeichen und als japanische Variante (Shinjitai). In der Praxis werden diese Schriftzeichen einerseits zwischen deren Form als Langzeichen (Taiwan, Hongkong, Macau, Japan, teilweise in Korea) und Kurzzeichen (Volksrepublik China, Malaysia, Singapur), andererseits zwischen deren Ursprung als ländereigene spezifische Schriftzeichen (Kokuji oder Wasei kanji in Japan, Gukja (국자 – 國字) oder Hangukje hanja (한국제 한자 – 韓國製漢字) in Korea, Hanzi (Kurzz.: 汉字 Langzz.: 漢字) in China) unterschieden. Die historische japanische Kyūjitai („alte Schriftart“) entspricht weitgehend den Formen der Langzeichen in China.
- Die Aussprache ist unterschiedlich zum heutigen modernen Hochchinesisch, d. h. modernen Standardchinesisch, jedoch gibt es auch Übereinstimmungen. Eine linguistische Übereinstimmung in der Aussprache ist gelegentlich auch in einer der verschiedenen chinesischen Sprachen, also chinesischen Dialekten bzw. Regiolekten, wiederzufinden.
- Durch die historische Entwicklung im jeweils eigenen Land weicht die Bedeutung derselben Schriftzeichen manchmal voneinander ab.
- Während im Chinesischen alle Wörter, auch grammatische Partikeln und Fremdwörter, mit chinesischen Schriftzeichen geschrieben werden, werden im Japanischen nur bedeutungstragende Elemente wie Nomen und Stämme von Verben und Adjektiven in Kanji geschrieben, den Rest übernehmen die Morenschriftzeichen Hiragana und Katakana.

## Geschichte

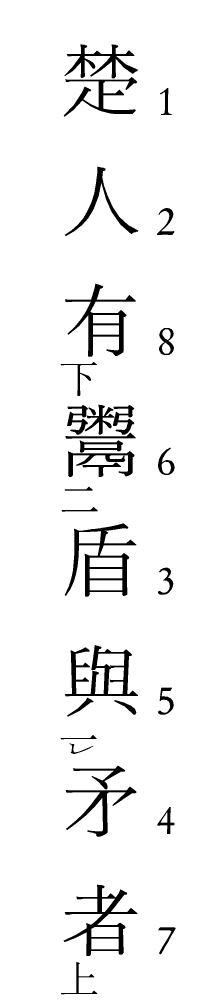
Kanbun

Der älteste Beleg für die Verwendung chinesischer Schriftzeichen in Japan sind Gravierungen auf Bronzeschwertern wie dem Inariyama-Schwert oder dem Siebenarmigen Schwert, die in Hügelgräbern (Kofun) aus dem 3. bis 5. Jahrhundert n. Chr. gefunden wurden. Japan wird auch in chinesischen Quellen aus dem 3. Jahrhundert erwähnt. Die ältesten in Japan gefundenen chinesischen Schriftzeichen stammen aus dem Jahr 57 und finden sich auf dem goldenen Siegel von Na.
Wann die ersten Gelehrten und Bücher aus China und Korea nach Japan kamen und dort die Schriftkultur begründeten, ist nicht genau belegt. Es heißt in japanischen Legenden, dass ein in Baekje wirkender koreanischer Gelehrter namens Wani (王仁, kor. 왕인 Wang-In, chin. Wángrén) die chinesischen Schriftzeichen im späten 4. Jahrhundert nach Japan brachte. Er wurde an den Hof des Yamato-Reiches eingeladen, um den Konfuzianismus zu lehren, und brachte dabei die chinesischen Bücher Analekten des Konfuzius und den Tausend-Zeichen-Klassiker nach Japan. Wani wird in den historischen Aufzeichnungen Kojiki und Nihon Shoki erwähnt. Ob Wani wirklich lebte oder nur eine fiktive Person ist, ist ebenso unsicher wie die Korrektheit der Jahreszahlen. Die heute bekannte Version des Tausend-Zeichen-Klassikers entstand zur Zeit der Regentschaft von Kaiser Liang Wu Di (502–549).
Einige Wissenschaftler halten es für möglich, dass bereits im 3. Jahrhundert chinesische Werke ihren Weg nach Japan fanden. Als gesichert gilt, dass spätestens ab dem 5. Jahrhundert unserer Zeitrechnung die Kanji in mehreren Wellen aus verschiedenen Teilen Chinas importiert wurden. Die ersten geschriebenen Texte in Japan waren also in chinesischer Sprache verfasst, auch die von japanischen Gelehrten. Der japanische Begriff für die klassische chinesische Literatur ist Kanbun.
Der Versuch des Yamato-Hofes, nach chinesischem Vorbild eine Verwaltung gestützt auf Literaten-Beamte zu schaffen, scheiterte jedoch, und die Ämter blieben in der Hand der alten Adelsclans (Uji). Die chinesischen Klassiker blieben trotzdem eine wichtige Basis des japanischen Staatswesens. Es wurde eine Methode entwickelt, die chinesischen Klassiker mit kleinen Vermerken zu versehen, sodass sich chinesische Texte japanisch lesen ließen. Insbesondere müssen dabei die Schriftzeichen in einer anderen Reihenfolge gelesen werden, da das Verb im Chinesischen an zweiter Stelle steht (SVO), in japanischen Sätzen dagegen am Schluss.
Im nächsten Schritt wurden die chinesischen Schriftzeichen in japanischer Syntax angeordnet, um japanische Sätze zu schreiben. Die Schriftzeichen wurden zuerst ausschließlich chinesisch gelesen, mit einer Anpassung an die japanische Phonetik, der Ursprung der heutigen On-Lesung. Nun ging man parallel dazu über, existierende japanische Worte mit chinesischen Schriftzeichen zu schreiben, weswegen viele Schriftzeichen eine zweite Lesung, die Kun-Lesung, bekamen. Um die Konjugationsendungen an japanischen Verben zu schreiben, die das Chinesische nicht kennt, wurden einzelne Schriftzeichen nur noch phonetisch verwendet und verloren ihre Bedeutung. Aus diesen sogenannten Man’yōgana entwickelten sich die heutigen Silbenschriften Hiragana und Katakana.
Für einige japanische Begriffe gab es keine Kanji. In Japan, der Inselnation, spielte der Fischfang eine größere Rolle als in China, und insbesondere für viele Fische fehlten Schriftzeichen. In Japan wurde daher eine Reihe von Schriftzeichen nach den chinesischen Regeln geschaffen, mehr als die Hälfte davon sind Namen für Fische.
Noch in der Meiji-Zeit war die Kun-Lesung der Kanji nicht standardisiert. Die Schriftzeichen konnten nach persönlichen Vorlieben mit bestimmten Wörtern assoziiert werden. Erst die Schriftreform aus dem Jahr 1900 setzte hier Standards. Eine weitere Entwicklung der Meiji-Zeit war die Einführung einer verpflichtenden Grundschulbildung.
Nach dem Zweiten Weltkrieg wurde die Anzahl der „für den Alltag gebräuchlichen Schriftzeichen“ vom Bildungsministerium auf zuerst 1.850 und im Jahr 1981 auf 1.945 (Tōyō- bzw. Jōyō-Kanji) festgelegt, die auch in der Schule gelehrt werden. Seit 2010 gilt eine neue Jōyō-Kanji-Liste mit 2.136 Zeichen, bei der 196 neue Kanji hinzugefügt und fünf (vor allem solche für historische Mengenmaße) aus der alten Liste entfernt wurden. Amtliche Texte und viele Zeitungen beschränken sich auf diese Zeichen und geben alle anderen Begriffe in Kana wieder. Daneben gibt es weitere über 900 sogenannte Jinmeiyō-Kanji, die nur für die Verwendung in japanischen Eigennamen offiziell sind.
Grundsätzlich entsprechen die Kanji den traditionellen chinesischen Langzeichen. Einige Zeichen wurden mit der Tōyō-Reform aber in einer ähnlichen Weise vereinfacht wie die Kurzzeichen bei der chinesischen Schriftreform von 1955.
Im modernen Japanisch werden die Kanji verwendet, um Nomen und die Wortstämme von Adjektiven und Verben zu schreiben. Partikeln, Konjunktionen und grammatische Endungen (Okurigana) werden in Hiragana geschrieben. Onomatopoetische Ausdrücke und Fremdwörter (Gairaigo, 外来語) werden in Katakana geschrieben, erstere bisweilen auch in Hiragana.
Einige (nicht-chinesische) Fremdwörter, die zum Teil noch aus dem 16. Jahrhundert stammen, etwa tabako (煙草 oder 莨, „Tabak“) oder Tempura (天婦羅 oder 天麩羅), besitzen auch eine historische Schreibung in Kanji, die entweder nach Bedeutung wie bei tabako, oder phonetisch, wie bei tempura, gebildet wurde. Diese Schreibungen bezeichnet man als Ateji (当て字). Oft werden diese Fremdwörter heutzutage in Hiragana geschrieben: nicht in Katakana, weil sie nicht mehr als Fremdwörter empfunden werden, und nicht in Kanji, weil die Kanji-Schreibung zu kompliziert ist.
Durch den starken chinesischen Einfluss auf Korea waren Kanji (kor. Hanja) traditionell auch in Korea gebräuchlich, seit der Kabo-Reform Ende des 19. Jh. sind diese aber weitgehend durch die Hangeul-Zeichen ersetzt worden.

## Systematisierung
Der buddhistische Lehrmeister Xu Shen teilte in seinem Werk Shuowen Jiezi etwa 100 n. Chr. die chinesischen Schriftzeichen in sechs Kategorien ein (japanisch 六書 rikusho).

### Die Sechs Kategorien

#### Piktogramme
| Beispiel eines Piktogramms – „Pferd“ | Beispiel eines Piktogramms – „Pferd“ | Beispiel eines Piktogramms – „Pferd“ | Beispiel eines Piktogramms – „Pferd“ | Beispiel eines Piktogramms – „Pferd“ | Beispiel eines Piktogramms – „Pferd“ | Beispiel eines Piktogramms – „Pferd“ |
| ------------------------------------ | ------------------------------------ | ------------------------------------ | ------------------------------------ | ------------------------------------ | ------------------------------------ | ------------------------------------ |
|                                      |                                      |                                      |                                      |                                      |                                      |                                      |
| Orakelknochen                        | Bronzeinschrift                      | Große Siegelschrift                  | Kleine Siegelschrift                 | Kanzleischrift                       | Regelschrift                         |                                      |

Die Piktogramme (象形文字 shōkeimoji) sind graphische Repräsentationen der Objekte, die sie darstellen. In der alten Siegelschrift war diese Ableitung noch sehr deutlich zu erkennen, doch auch in den abstrakteren modernen Schriftsätzen lässt sie sich nachvollziehen. Beispielsweise stellt das Schriftzeichen 門 ein Tor dar, 木 einen Baum, 人 einen Menschen, 女 eine Frau usw.

#### Ideogramme
Um abstraktere Begriffe darzustellen, wurden einfache Zeichensymbole, sogenannte Indikatoren oder Ideogramme (japanisch 指事文字 shijimoji) verwendet.
Beispiele sind 上 „oben“ und 下 „unten“, oder auch 回 „drehen“.

#### Logogramme
Komplexer sind die Logogramme (会意文字 kaiimoji), kombinierte Piktogramme oder Ideogramme, die eine neue Bedeutung ergeben. Ein typisches Beispiel ist die Verbindung aus 日 „Sonne“ und 月 „Mond“, die das Zeichen 明 in der Bedeutung „hell“ ergeben. Ein weiteres ist das Schriftzeichen für „Bergpass“ 峠, das aus 山 „Berg“, „oben“ und „unten“ gebildet wurde, oder die Schriftzeichen für 林 „Hain“ und 森 „Wald“, die aus Verdopplung beziehungsweise Verdreifachung des Schriftzeichens 木 „Baum“ gebildet wurden.
Nicht immer sind diese Zusammensetzungen eindeutig. Es kommt zum Beispiel vor, dass zwei Zeichen auf unterschiedliche Art kombiniert werden und dann eine unterschiedliche Bedeutung haben. Ein Beispiel: Die Schriftzeichen 心 „Herz“ und 亡 „sterben“ werden zum Beispiel vertikal zum Zeichen 忘 „vergessen“ und horizontal zum Zeichen 忙 „beschäftigt“ zusammengesetzt.

#### Phonogramme
Diese ersten drei Kategorien erwecken den Eindruck, dass die chinesische Schrift und damit die Kanji eine Symbolschrift wäre, und dass sich aus der Form der Schriftzeichen die Bedeutung ergäbe. Tatsächlich hat die rein bildliche Darstellung jedoch nicht ausgereicht, um alle benötigten Begriffe darzustellen, und weniger als 20 % der heute verwendeten Zeichen gehören einer der ersten drei Kategorien an. Stattdessen gehört bei weitem die Mehrheit der chinesischen Schriftzeichen der folgenden vierten Kategorie an, die so etwas wie den Standard darstellt, während die anderen Ausnahmen bilden.
Die Phonogramme, auch als phonetische Ideogramme (形声文字 keiseimoji) bezeichnet, lassen sich in zwei Teile aufspalten, ein Signifikum, das einen Hinweis auf die Bedeutung gibt, und ein Phonetikum, das auf die Aussprache verweist. Schriftzeichen können sowohl waagerecht als auch senkrecht geteilt sein. Das Signifikum steht in den meisten Fällen links bzw. oben, das Phonetikum damit rechts bzw. unten.
Um zum Beispiel Schriftzeichen für die zahlreichen verschiedenen Baumarten zu erhalten, wurde das Signifikum 木 „Baum“ auf der linken Seite mit einem zweiten Schriftzeichen auf der rechten Seite kombiniert, das so ähnlich ausgesprochen wurde wie die Baumart. So entstanden die Schriftzeichen 桜 „Kirsche“, 梅 „Pflaume“, 杏 „Aprikose“ und 松 „Kiefer“. Das Signifikum kann auch eine übertragene Bedeutung haben, im Falle des Baums zum Beispiel „Ding aus Holz“, zum Beispiel ein Regal 棚 oder ein Webstuhl 機.
Zur Zeit der Han-Dynastie wurden dann auch Schriftzeichen, die auf der rechten Seite das gleiche Phonetikum 寺 (詩, 持, 時, 侍, 待) besaßen, im klassischen Chinesisch auch gleich ausgesprochen. Teilweise hat sich das bis ins heutige Japanisch erhalten, allerdings hat es zahlreiche Lautverschiebungen und andere Änderungen gegeben, weswegen diese Regel im modernen Japanisch nicht mehr gilt. So werden zum Beispiel die fünf Zeichen 寺, 詩, 持, 時, 侍 alle sinojapanisch ji oder shi gelesen, 待 liest man jedoch tai.

#### Ableitungen
Die Kategorie der Ableitungen (転注文字 tenchūmoji) ist recht vage definiert. Es handelt sich um Schriftzeichen, die neben ihrer ursprünglichen Bedeutung weitere, mit dieser assoziierte Bedeutungen erhalten haben und in der neuen Bedeutung auch anders ausgesprochen werden. Bei vielen Zeichen hat sich die Verwendung komplett verschoben und die ursprüngliche Bedeutung ist verloren gegangen.
Ein Beispiel aus der Gruppe ist das Schriftzeichen 楽, das erstens die Bedeutung „Musik“ (gaku) und zweitens, davon abgeleitet, „Fröhlichkeit“ (raku) hat.

#### Entlehnungen
Eine weitere Gruppe sind phonetisch entlehnte Schriftzeichen (仮借文字 kashamoji). Diese entstanden als Piktogramme, zum Beispiel 永 für „schwimmen“. Als jedoch ein Schriftzeichen für das im Altchinesisch gleich ausgesprochene Wort „ewig“ gebraucht wurde, wurde die Bedeutung des Schriftzeichens übertragen. Für das Wort „Schwimmen“ wurde ein neues Phonogramm erschaffen, in dem man drei Wassertropfen (氵) angefügt hat: 泳. Die gleiche Aussprache beider Zeichen hat sich bis ins heutige Chinesisch erhalten (yǒng). Ein anderes Beispiel ist das Schriftzeichen für „kommen“ 来, das ursprünglich „Weizen“ (heute: 麦) bedeutete.

### Kokkun
Die folgenden Kategorien für Schriftzeichen sind Japan-spezifisch.
Eine Reihe von Schriftzeichen hat bei der Übernahme oder im Lauf der Jahrhunderte eine veränderte Bedeutung bekommen. Diese wird als kokkun (国訓)
bezeichnet. Beispiele sind:
- 沖 jap. chū, oki: hohe See; chin. chōng: spülen
- 椿 jap. chin, chun, tsubaki: Kamelie; chin. chūn: Chinesischer Surenbaum
- 茸 jap. jō, nyu, kinoko, take: Pilz, Schwamm; chin. róng: Spross, Trieb, Keim, Bast eines Geweihs; Geweihknospe; flaumig, saftig und zart

Den umgekehrten Fall gibt es auch, dass in Japan Schriftzeichen noch in ihrer ursprünglichen Bedeutung verwendet werden, während in China längst eine neue Bedeutung dominiert.

### Kokuji
Neben den Unterschieden in Form, Verwendung, Aussprache und Bedeutung gibt es auch Kanji, die in China unbekannt sind, weil sie japanische Erfindungen sind. Diese Kokuji (国字 ‚Landeszeichen‘) oder Wasei Kanji (和製漢字 ‚in Japan erschaffene Kanji‘), insgesamt einige hundert, wurden in Japan nach der Logik der chinesischen Schriftzeichen geschaffen. Ein Großteil der Zeichen sind wie schon erwähnt Bezeichnungen für Fischarten.
- 峠 tōge (Bergpass)
- 榊 sakaki (Sperrstrauch)
- 畑 hatake (Trockenfeld)
- 辻 tsuji (Straßenkreuzung)
- 働 DŌ, hatara(ku) (arbeiten)
- 躾 shitsuke (Disziplin)
- 粁 kiromētoru (Kilometer)
- 瓱 miriguramu (Milligramm)

## Systematik der Radikale

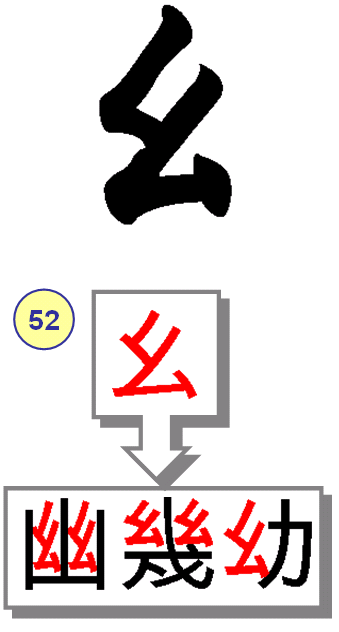
Radikal 52

Das älteste chinesische Lexikon für chinesische Schriftzeichen ist das Shuowen Jiezi aus dem Jahr 121 n. Chr. Die Schriftzeichen sind dort nach einem System von Elementarzeichen, den sog. Radikalen, eingeteilt. Das Shuowen Jiezi kannte 512 Radikale, diese Zahl wurde jedoch immer weiter reduziert, sodass die heute am weitesten verbreitete Liste traditioneller Radikale 214 Klassenzeichen verwendet. Diese Einteilung wurde vor allem durch das Kangxi Zidian aus dem Jahre 1716 unterstützt, das bereits ca. 49.000 Schriftzeichen enthält. Wörterbücher für vereinfachte Schriftzeichen verwenden eine andere Anzahl an Radikalen, oftmals sind es 227 Radikale. Auch japanische Wörterbücher verwenden unterschiedliche Radikalanzahlen, die meisten Werke richten sich nach den 214 traditionellen.
Wird ein Schriftzeichen als Radikal eingesetzt, verändert es oft seine Form. Das Schriftzeichen 火 – „Feuer“ – beispielsweise ist, wenn es wie in 焼 – „gebacken“ – links steht, ohne weiteres erkennbar, wenn es die untere Hälfte wie in 災 –„Katastrophe“ – belegt ebenfalls, in vielen Zeichen sind jedoch nur noch vier Striche (灬) davon übrig wie in 然 – „natürlich“.
In vielen Zeichen ist das Radikal mit dem Signifikum (siehe unter Phonogramme) identisch, sodass zwischen beiden Begriffen oft kein Unterschied gemacht wird. Das führt aber zu Verwirrung, da nicht jedes Signifikum auch ein Radikal ist und daher einige Zeichen unter einem anderen Radikal als dem Signifikum einsortiert werden.

## Lesungen
Während im Chinesischen die Schriftzeichen in den meisten Fällen nur auf eine oder zwei Arten gelesen werden können (in der klassischen Schriftsprache existieren oft drei, vier oder mehr Lesungen, die im modernen Hochchinesisch aber kaum Anwendung finden), ist es im Japanischen etwas komplizierter. Es gibt grundsätzlich zwei Kategorien von Lesungen: die sinojapanische Lesung (音読み on’yomi), die aus dem Chinesischen übernommen wurde, und die japanische Lesung (訓読み kun’yomi), bei der altjapanische Wörter chinesischen Schriftzeichen zugeordnet wurden.
Die meisten Schriftzeichen haben genau eine sinojapanische Lesung, allerdings wurden teilweise verschiedene Lesungen aus unterschiedlichen Zeitepochen und/oder chinesischen Dialekten übernommen, sodass einige Schriftzeichen auch zwei, ganz selten drei haben. Die in Japan entwickelten Kokuji haben meist gar keine On-Lesung.
Bei den japanischen Lesungen ist es noch unübersichtlicher. Eher selten gebrauchte Schriftzeichen haben meist keine Kun-Lesung, während häufig gebrauchte Zeichen drei, vier oder noch mehr aufweisen können.
Einer der Spitzenreiter ist das Schriftzeichen 生 mit der Bedeutung „Leben, Geburt“, das in NTCs Wörterbuch zwei On-Lesungen, 17 Kun-Lesungen und noch 4 Speziallesungen (Jukujikun) aufweist.
In japanischen Kanji-Lexika und in Japanisch-Lehrbüchern wird die On-Lesung in der Regel in Katakana angegeben, die Kun-Lesung in Hiragana. Dies dient vor allem der Übersichtlichkeit.

### Beispiel
Das Schriftzeichen japanisch 大 mit der Bedeutung „groß“ hat die Kun-Lesung ō und zwei On-Lesungen, tai und dai.
| Wort   | Romaji  | Lesung            | Bedeutung               | Bemerkung                                                            |
| ------ | ------- | ----------------- | ----------------------- | -------------------------------------------------------------------- |
| 大きい | ōkii    | Kun               | groß                    | angehängte Hiragana-Zeichen (きい) sind ein Hinweis auf Kun-Lesung   |
| 大げさ | ōgesa   | Kun               | übertrieben             | angehängte Hiragana-Zeichen (げさ) sind ein Hinweis auf Kun-Lesung   |
| 大口   | ōkuchi  | Kun               | Prahlerei               | Kanji-Kompositum – Schriftzeichenzusammensetzung – mit Kun-Lesungen  |
| 大陸   | tairiku | On                | Kontinent               | Kanji-Kompositum mit On-Lesungen                                     |
| 大気   | taiki   | On                | Atmosphäre              | Kanji-Kompositum mit On-Lesungen                                     |
| 大使   | taishi  | On                | Botschafter             | Kanji-Kompositum mit On-Lesungen                                     |
| 大学   | daigaku | On                | Universität, Hochschule | Kanji-Kompositum mit On-Lesungen                                     |
| 大丈夫 | daijōbu | On                | alles in Ordnung        | Kanji-Kompositum mit On-Lesungen                                     |
| 大好き | daisuki | On (大), Kun (好) | etw. sehr mögen         | Mischung aus On- und Kun-Lesungen (Jūbako-yomi)                      |
| 大人   | otona   | Jukujikun         | Erwachsener             | Sonderlesung (unabhängig von Kun- und On-Lesungen der Einzelzeichen) |

### Sinojapanische Lesung
Die sinojapanische Lesung oder On-Lesung entspricht der chinesischen Lesung, wobei sie sich im Laufe der Zeit an die japanische Phonetik angepasst hat. Dazu kommt, dass Lesungen in mehreren Epochen nach Japan übernommen worden sind, sodass man heute mehrere unterschiedliche On-Lesungen unterscheiden kann:
- Die Go-on (呉音), benannt nach der historischen südostchinesischen Wu-Dynastie, 3. Jh.
- Die Kan-on (漢音), zwar benannt nach der Han-Dynastie, 3. Jh. v. Chr. bis 3. Jh., von der Aussprache aber eher entsprechend der Zeit der Tang-Dynastie, 7. bis 9. Jh., abgeleitet vom Dialekt der Hauptstadt Chang’an.
- Die Tō-on (唐音), vom Namen her nach der Tang-Dynastie, von der Aussprache aber eher der Song-Dynastie, 10. bis 13. Jh., und der Ming-Dynastie, 14. bis 17. Jh., entsprechend, ein Sammelbegriff für alle neuen Lesungen von der japanischen Heian-Zeit bis zur Edo-Zeit.
- Die Kan’yō-on (慣用音 ‚gewohnte Lesung‘), „falsche“ Lesungen, die sich als Standard durchgesetzt haben.

(Zur sprachhistorischen Bedeutung dieser Ausdrücke: Siehe On-Lesung.)
Da sich mit den Jahrhunderten nicht nur die Lesungen, sondern auch die Bedeutung und Verwendung einzelner Zeichen verändert haben, entsprechen unterschiedliche On-Lesungen oft unterschiedlichen Bedeutungen.
| Kanji | Bedeutung | Go-on | Kan-on | Tō-on | Kan'yō-on |
| ----- | --------- | ----- | ------ | ----- | --------- |
| 明    | hell      | myō   | mei    | min   | *         |
| 行    | gehen     | gyō   | kō     | an    | *         |
| 極    | extrem    | goku  | kyoku  | *     | *         |
| 珠    | Perle     | *     | shu    | *     | ju, zu    |
| 度    | Grad      | do    | taku   | to    | *         |

Die gebräuchlichste Lesung ist die Kan-on. Tō-on findet sich in Wörtern wie 椅子 isu, „Stuhl“ und 布団 futon. Die Go-on tritt vor allem bei buddhistischen Begriffen wie 極楽 gokuraku „Paradies“ auf.
Aus zwei Gründen ist die On-Lesung den heutigen südchinesischen Dialekten ähnlicher als den nordchinesischen, die als Basis für die moderne hochchinesische Sprache gedient haben. Chinesische Seefahrer und Händler, die die Sprache verbreiteten, stammten vor allem aus den südlichen Provinzen. Zum anderen sind die südchinesischen Dialekte näher an der klassischen Chinesischen Aussprache, die die Basis für die Onyomi bilden, während die nordchinesischen in den letzten Jahrhunderten eine starke Lautverschiebung erlebten.
Die On-Lesung ist typischerweise eine einsilbige Lesung, da jedes Zeichen einer chinesischen Silbe entspricht. Im Japanischen besteht eine Silbe aus einem Konsonanten und einem folgenden Vokal oder nur aus einem Vokal. Das klassische Chinesisch des 6. bis 10. Jahrhunderts (Mittelchinesisch) kannte jedoch mehrere Endlaute für Silben: neben dem noch heute erhaltenen Nasal auch eine Reihe von Plosiven, die im modernen Chinesisch verloren gegangen sind. In der On-Lesung zahlreicher Kanji haben sie sich jedoch als eine der Silben ku, ki, tsu oder chi erhalten. Der Nasallaut ist entweder als n erhalten geblieben oder hat sich zu einem verlängerten Vokal, meist ei oder ou abgeschliffen.
Die Palatalisierung der Konsonanten in Silben wie gya, nyu oder cho hat sich auch erst durch die Abschleifung von sinojapanischen Wörtern entwickelt, bei „reinjapanischen“ Wörtern kommt sie nicht vor.
Die Onyomi wird vor allem bei Komposita aus mindestens zwei Schriftzeichen verwendet, in den meisten Fällen Nomen, Suru-Verben und Na-Adjektive. Einzeln stehende Kanji werden üblicherweise in der Kun-Lesung ausgesprochen, aber auch hier gibt es einige Ausnahmen, vor allem, wenn keine Kun-Lesung existiert.
Ein Problem bei der On-Lesung ist die Vielzahl der Homophone. Es gibt beispielsweise über 80 Schriftzeichen, die alle shō gelesen werden können. Bei Kombinationen von häufig vorkommenden Silben wie sōshō gibt es meist ein halbes Dutzend Wörter, die so gelesen werden, im Fall von sōshō sind das unter anderem 宗匠 „Meister“, 相称 „Symmetrie“, 創傷 „Wunde“ und 総称 „generell“.
Eine Sonderform der On-Lesung sind die sogenannten Ateji, Schriftzeichen, die rein phonetisch verwendet werden, um ein bestimmtes Wort zu schreiben. Meist handelt es sich um alte nicht-chinesische Fremdwörter, die vor dem 19. Jahrhundert ins Japanische übernommen wurden. Ein Beispiel ist die heute nur noch selten verwendete Kanji-Schreibung von Tempura (天麩羅).
Ähnlich den lateinischen und griechischen Lehnwörtern im Deutschen werden die sinojapanischen Komposita vor allem für Fachbegriffe und „gehobenes Vokabular“ verwendet. Einige Komposita gehen auf bereits vorhandene chinesische Wörter zurück, andere sind japanische Kreationen. Tatsächlich ist bei einer Reihe moderner Komposita wie „Philosophie“ (哲学 tetsugaku) umstritten, ob diese zuerst in China geschaffen und dann in Japan übernommen wurden oder umgekehrt.
In Japan geschaffene Schriftzeichen haben in der Regel keine On-Lesung, zum Beispiel das Zeichen 込, das nur für das Verb 込む komu „sich drängen; hereinkommen“ verwendet wird. In anderen Fällen hat man ähnlich den chinesischen phonetischen Ideogrammen eine On-Lesung auf das neue Zeichen übertragen, wie beim Schriftzeichen 働 „arbeiten“ mit Kun’yomi hataraku und On’yomi dō, und 腺 „Drüse“, das nicht nur die übertragene Bedeutung vom Schriftzeichen 泉 sen, „Quelle“ übernommen hat, sondern auch die Lesung.

### Japanische Lesung
Die japanische oder Kun-Lesung wird bei japanischen Wörtern verwendet, die chinesischen Schriftzeichen der Bedeutung nach zugewiesen wurden. Ein Beispiel ist das Schriftzeichen 東 „Osten“, dessen aus dem chinesischen übernommene On-Lesung tō lautet. Im Altjapanischen existierten bereits zwei Wörter mit der Bedeutung Osten, higashi und azuma, diese wurden nun zur Kun-Lesung des Zeichens. Manche Zeichen wie 版 han „Druckplatte“ werden immer sinojapanisch gelesen und haben keine Kun-Lesung. Andere wie das bereits erwähnte 生 haben dagegen über 20, darunter Verben wie 生きる ikiru, „leben“ und 生む umu „Kinder haben“ und Adjektive wie nama „roh, unverarbeitet“.
Die meisten Verben sind Kun’yomi-Lesungen, wobei das Kanji für den Wortstamm steht und die Konjugationsendung durch angehängte Hiragana (Okurigana) gebildet wird. Oft gibt es aber gleich mehrere Verben, die mit einem Schriftzeichen geschrieben werden, in diesem Fall schreibt man mehr Silben in Hiragana aus, um die Verben zu unterscheiden. Im Fall von 生 wären die Verben 生きる ikiru, „leben“ und 生ける ikeru, „am Leben halten“ nicht zu unterschieden, wenn nur das Schriftzeichen selbst mit der Endung -ru (生る) stehen würde.
Die Kun’yomi besteht, der japanischen Phonetik entsprechend, aus Silben, die aus Konsonant + Vokal oder nur aus einem Vokal bestehen. Die meisten dieser Lesungen sind zwei oder drei Silben lang.
Richtlinien für die Zuordnung zwischen Schriftzeichen und Kun-Lesung wurden erst mit der Schriftreform aus dem Jahr 1900 festgeschrieben. Bis dahin konnte nach persönlichen Vorlieben entschieden werden, mit welchem Schriftzeichen welches Wort geschrieben wird. Auch im modernen Japanisch stehen für viele Wörter mehrere Schriftzeichen zur Auswahl. In vielen Fällen sind die Bedeutungen gleich oder unterscheiden sich nur in Nuancen. So kann das Verb arawareru als 現れる und als 表れる geschrieben werden. In beiden Fällen bedeutet es „auftauchen, zum Vorschein kommen“. Ersteres Zeichen wird eher verwendet, wenn sich das Verb auf Personen, Dinge oder Ereignisse bezieht, zweiteres für Gefühle. Teilweise sind die Unterschiede so subtil, dass Wörterbücher sie gar nicht auflisten.
Bei anderen Wörtern ist der Unterschied deutlicher. Beispielsweise bedeutet naosu in der Schreibung 治す „heilen“, als 直す bedeutet es „reparieren“.
Üblicherweise wird die Kun-Lesung verwendet, wenn ein Schriftzeichen allein steht, die sogenannte seikun (正訓). Daneben gibt es noch die sogenannte Jukujikun Lesungen, bei der zwei oder mehr Zeichen zusammen ein Wort bilden und nur in dieser Kombination auf eine bestimmte Art gelesen werden.

### Nanori
Einige Kanji haben Lesungen, die nur in Personen- oder Ortsnamen vorkommen, die sogenannten nanori. Diese Lesungen können unterschiedlichen Ursprungs sein. In Ortsnamen halten sich oft alte Wörter oder Lesungen, die in der modernen Sprache nicht mehr verwendet werden. Ein Beispiel ist die Lesung nii für das Zeichen 新 „neu“ in den Namen Niigata (新潟) und Niijima (新島). In Okinawa stammen viele Ortsnamen aus den Ryūkyū-Sprachen, in Nordjapan aus der Ainu-Sprache.
Bei einigen der bekannteren Ortsnamen werden die Schriftzeichen sinojapanisch gelesen, darunter Tōkyō (東京), Kyōto (京都), Beppu (別府), der Fujisan (富士山) und Japan selbst (日本 Nihon). Solche Ortsnamen sind aber meist neueren Datums, traditionell tragen Städte und Gemeinden reinjapanische Namen, wie Ōsaka (大阪), Aomori (青森) und Hakone (箱根).
Familiennamen wie Yamada (山田), Tanaka (田中) und Suzuki (鈴木) stehen ebenfalls in der Kun-Lesung, mit wenigen Ausnahmen in On-Lesung wie Satō (佐藤). Bei Vornamen sind die Lesungen gemischt, manche werden reinjapanisch, manche in On-Lesung, manche von allem abweichend gelesen. Manche japanische Vornamen werden auch nur in Katakana oder Hiragana geschrieben. Kanji, die gern bei Namen verwendet werden, haben oft fünf oder sechs verschiedene Lesungen, die auch ausschließlich bei Namen verwendet werden. Beliebte Vornamen, besonders bei Jungen, können bis zu zwei Dutzend verschiedene Schreibungen haben. Aus diesem Grund müssen Japaner auf japanischen Formularen immer Schreibung und Lesung ihres Namens angeben.
siehe: Japanischer Name

### Gikun
Gikun (義訓) werden Lesungen genannt, die nicht der Standard On- oder Kun-Lesung entsprechen. Die meisten Gikun sind Jukujikun (熟字訓), Kun-Lesungen, bei denen ein japanisches Wort mit zwei Schriftzeichen geschrieben wird, weil das chinesische Wort mit der gleichen Bedeutung ebenfalls eine Zeichenkombination ist. Gikun kommen außerdem bei Sprichwörtern und Redewendungen vor. Einige Gikun sind auch Familiennamen.

### Ateji
Eine weitere Kategorie sind Kanji, die rein phonetisch verwendet werden, um bestimmte Fremdwörter zu schreiben, die sogenannten Ateji. Im modernen Japanisch übernehmen diese Funktion die Katakana.

### Verwendung der Lesungen
Schriftzeichen, die allein stehen, werden in der Regel in Kun-Lesung gelesen, Wörter in Komposita (熟語 jukugo), also aus mehreren Kanji, dagegen in On-Lesung. Die beiden Schriftzeichen für Osten (東) und Norden (北) werden nach dieser Regel, wenn sie ein eigenständiges Wort bilden, japanisch als higashi bzw. kita gelesen, im Kompositum Nordosten (東北) ist die Lesung jedoch sinojapanisch tōhoku.
Diese Regel lässt sich mit einiger Sicherheit auf viele Wörter anwenden, beispielsweise 情報 jōhō „Information“, 学校 gakkō „Schule“, und 新幹線 Shinkansen.
Einige Wörter werden mit Schriftzeichen geschrieben, die in on’yomi gelesen werden, obwohl sie alleine stehen: 愛 ai „Liebe“, 禅 Zen, 点 ten „Punkt“. Bei einigen Schriftzeichen ist sowohl die On- als auch die Kun-Lesung möglich, wenn sie allein stehen, beispielsweise bei 間 „Zwischenraum“, das alleinstehend kan oder ken (On-Lesung), aida, ma oder ai (Kun-Lesung) gelesen werden kann. Die Bedeutung ist in allen fünf Fällen mehr oder weniger gleich, es sind nur idiomatische Wendungen, in denen jeweils eine Lesung üblich ist.
Kanji, an denen in Hiragana geschriebene grammatische Endungen (Okurigana) „kleben“, werden in kun’yomi gelesen. Das betrifft vor allem konjugierbare Wörter (siehe japanische Grammatik), also Verben wie 見る miru „sehen“ und Adjektive wie 新しい atarashii „neu“. An Nomen hängen manchmal Okurigana, wie bei 情け nasake „Sympathie“, aber nicht immer, zum Beispiel bei 月 tsuki „Mond“.
Okurigana sind manchmal schwer von Partikeln und anderen in Hiragana geschriebenen Wörtern zu unterscheiden. Die üblichsten Partikeln (で, に, を, は) treten allerdings selten oder nie als Okurigana auf. In einigen Fällen hilft es jedoch nur, das Wort zu kennen, so wird 確か tashika „sicherlich“ durch ein か ka markiert, das auch als Partikel vorkommt, z. B. als Fragepartikel.
Umgekehrt gibt es Komposita, die nicht sinojapanisch gelesen, vor allem aus der Kultur, aus dem Bereich der japanischen Küche und aus dem Shintō. Um anzuzeigen, dass diese Komposita japanisch gelesen werden sollen, werden häufig ebenfalls Okurigana angehängt. Beispiele sind das Gericht 唐揚げ Karaage (auch 空揚げ geschrieben) oder die Faltkunst 折り紙 Origami. Die Okurigana sind jedoch nicht zwingend, bei häufig verwendeten Begriffen wird vorausgesetzt, dass der Leser weiß, worum es sich handelt, und die Zeichen werden eingespart. Man findet daher für die beiden Beispiele auch 唐揚 karaage (bzw. 空揚) und 折紙 origami in Texten. Weitere Beispiele sind 手紙 tegami „Brief“, 日傘 higasa „Sonnenschirm“ und 神風 Kamikaze (On-Lesung: Shinpū).
Darüber hinaus existieren auch einige seltene Komposita, bei denen japanische und sinojapanische Lesung gemischt sind. Dies wird entweder Jūbako-yomi (On-Kun) oder Yutō-yomi (Kun-On) genannt. Beide Begriffe sind nach Wörtern benannt, bei denen dieser Sonderfall auftritt. Das eine ist 重箱 jūbako, die Bezeichnung für eine mehrteilige Holzschachtel, in der Essen serviert wurde, und 湯桶 yutō „Wassereimer“.
Wie bei einzeln stehenden Zeichen gilt auch für Komposita, dass teilweise für die gleichen Zeichen mehrere Lesungen existieren. Wenn die Lesungen die gleiche Bedeutung haben, ist es oft nur eine Frage der persönlichen Vorliebe. Manchmal kommen historische Lesungen noch in Redewendungen vor. Bei anderen Wörtern haben unterschiedliche Lesungen auch unterschiedliche Bedeutungen, hier kommt es darauf an, das richtige der Homographen aus dem Kontext zu erschließen. Ein Beispiel ist 上手, eine Kombination aus 上 „oben“ und 手 „Hand“. Üblicherweise wird es jōzu gelesen und bedeutet „geschickt, etwas gut beherrschen“. Es kann jedoch auch uwate oder kamite gelesen werden und bedeutet dann „oberer Teil“. Zusätzlich ist es, mit angefügtem い (上手い), eine weniger gebräuchliche Schreibung des Wortes umai „geschickt“ (meist 旨い).

### Aussprachehilfen
Wegen der großen Uneinheitlichkeit werden unregelmäßige und unübliche Lesungen durch kleine Hiragana (seltener Katakana) über oder neben den Schriftzeichen markiert. Diese werden Furigana genannt. Alternativ werden auch sogenannte kumimoji verwendet, die stattdessen in der Textzeile / -spalte hinter oder unter dem Schriftzeichen stehen.
Sie finden sich unter anderem:
- in Kinderbüchern und Schulbüchern
- bei Namen von Orten, Personen, Tempeln, Gottheiten, Flüssen, Bergen…
- bei Sprachspielereien des Autors, vor allem in Manga
- bei Lehnworten, die in Kanji geschrieben, bei denen aber die Aussprache nicht On- oder Kun-Lesung entspricht (oft auf Speisekarten in China-Restaurants in Japan)
- seltene oder historische Kanji
- Fachbegriffe, vor allem aus dem Buddhismus

## Vor- und Nachteile
Japanische Texte für Erwachsene lassen sich bei Bedarf mit hoher Geschwindigkeit „querlesen“. Da der wesentliche Inhalt mit Kanji geschrieben wird und auch komplexe Begriffe mit nur wenigen Kanji dargestellt werden können, kann man durch Springen von Kanji zu Kanji unter Nichtbeachtung der anderen Zeichensysteme den Sinn eines Textes rasch erfassen. Andererseits kann man am Gesamtanteil und dem Schwierigkeitsgrad der Kanji eines Textes erkennen, für welche Alters- bzw. Bildungsgruppe er vorzugsweise geschrieben wurde.
Der große Nachteil der Kanji ist der hohe Lernaufwand, sowohl für Japaner als auch für Ausländer, die die Sprache erlernen. So müssen japanische Kinder schon im Kindergarten die ersten Schriftzeichen (die Silbenschrift Hiragana) erlernen, und den vollen Umfang der im normalen Schriftverkehr verwendeten Zeichen beherrschen sie im Schnitt erst in der Oberschule. Für das Verständnis von Fachtexten ist das Erlernen zusätzlicher Zeichen Voraussetzung.

## Vereinfachungen und Reformen
Am 16. November 1946 wurde vom japanischen Bildungsministerium eine Liste von 1850 Schriftzeichen, den Tōyō-Kanji, herausgegeben, die seitdem zusammen mit den Kana die Basis des japanischen Schriftsystems bilden. Für jedes Schuljahr wurde für die Schriftzeichen ein fester Lehrplan erstellt.
In dieser Liste wurde auch eine ganze Reihe Schriftzeichen in ihrer Schreibung vereinfacht, um das Erlernen der Schrift zu erleichtern. Der Standard wurde in der „Tōyō-Kanji-Schriftzeichen-Formenliste“ (当用漢字字体表 Tōyō Kanji Jitai Hyō) fixiert. Die alte Schriftform wurde von diesem Moment an als „alte Schriftzeichen“ (旧字体 bzw. 舊字體 Kyūjitai) bezeichnet. In den meisten Fällen entsprechen die Kyūjitai den chinesischen Langzeichen. Die neuen Formen wurden entsprechend als Shinjitai (新字体) bezeichnet. Von den Shinjitai abweichende Varianten sollten nicht mehr verwendet werden. Es handelt sich jedoch nur um Richtlinien, sodass viele Schriftzeichen weiterhin nach persönlichen Vorlieben in Gebrauch sind.
Beispiele
- 國 → 国 kuni (Land, Provinz)
- 號 → 号 gō (Nummer, Zeichen, Künstlername)
- 變 → 変 hen (sonderbar, ulkig), ka(waru) (ändern)

Viele dieser Vereinfachungen waren bereits als handschriftliche Abkürzungen (略字 ryakuji) in Gebrauch, die im Gegensatz zu den vollständigen Formen (正字 seiji) nur im informellen Kontext gebraucht wurden. Einige Zeichen wurden in Japan und der Volksrepublik China auf die gleiche Weise vereinfacht, ein Großteil jedoch nicht, wobei die chinesische Vereinfachung meist tiefgreifender ist als die japanische. Obwohl beide Reformen etwa zeitgleich durchgeführt wurden, hat man sich angesichts der damaligen politischen Lage nicht abgesprochen.
Die vereinfachten Formen (Shinjitai) werden nur bei Schriftzeichen angewendet, die sich auf der Liste der Jōyō-Kanji finden, seltene Zeichen (Hyōgaiji) stehen dagegen immer noch in der traditionellen Form, selbst wenn sie Elemente enthalten, die in anderen Schriftzeichen vereinfacht wurden. Konsequent hat die Reform nur die Zeitung Asahi Shimbun durchgeführt, die die Vereinfachung auch auf diese sonstigen Zeichen anwendete. Die vereinfachten Zeichenformen jenseits der Jōyō-Kanji werden daher als Asahi-Zeichen bezeichnet.

## Gesamtzahl der Kanji
Die tatsächliche Anzahl der Kanji ist eine Auslegungssache. Das Daikanwa Jiten ist mit seinen rund 50.000 Schriftzeichen nahezu umfassend. Es gibt allerdings historische wie auch neuere chinesische Wörterbücher, die über 80.000 Schriftzeichen enthalten. Von vielen Schriftzeichen sind dabei seltene historische Varianten aufgeführt und einzeln gezählt. Für den Alltag ausreichende Schriftzeichenwörterbücher enthalten zwischen 4.400 (NTC's New Japanese-English Character Dictionary) und 13.000 (Super Daijirin) Schriftzeichen.
Die Liste der Jōyō-Kanji, die in der Schule gelehrt werden, umfasst 2.136 Zeichen. In akademischen Fächern wie Jura, Medizin oder buddhistischer Theologie ist die Kenntnis von bis zu 1.000 weiteren Kanji notwendig, um die Fachbegriffe zu verstehen. Gebildete Japaner beherrschen nicht selten (zumindest passiv) über 5.000 Kanji, was vor allem zum Lesen von literarischen Texten notwendig ist.

### Kyōiku-Kanji
Die Kyōiku-Kanji (教育漢字 ‚Bildungs-Kanji, Unterrichts-Kanji‘) umfassen die Schriftzeichen, die japanische Kinder in der Grundschule lernen. Die Zahl der Zeichen auf der Liste ist mit der Zeit langsam gewachsen, von ursprünglich 881 im Jahr 1946 bis zuletzt (seit 2020) 1026. Es gibt eine Liste, in der für jedes Schuljahr die zu lernenden Kanji aufgeführt sind, amtlich genannt als gakunen-betsu kanji haitōhyō (学年別漢字配当表 ‚Zuteilungsliste der verschiedenen Kanji nach Schuljahr‘), oder umgangssprachlich kurz als gakushū kanji (学習漢字 ‚Lern-Kanji‘).

### Jōyō-Kanji
Die Jōyō-Kanji (常用漢字, „Alltagsgebrauch-Kanji“) enthalten zusätzlich zu den Kyōiku-Kanji alle Zeichen, die in der Mittel- und Oberschule gelehrt werden, insgesamt 2.136 Kanji. In Texten, die sich nicht an ein Fachpublikum wenden, werden die meisten Schriftzeichen, die nicht zu den Jōyō-Kanji gehören, mit Furigana-Lesungen versehen. Die Jōyō-Kanji-Liste wurden 1981 eingeführt. Sie ersetzte die (1.850 Zeichen umfassenden) Tōyō-Kanji aus dem Jahr 1946 und bestand ursprünglich aus 1.945 Zeichen, bis im Jahr 2010 bei einer Aktualisierung der Liste 196 neue Kanji hinzugefügt und fünf entfernt wurden.

### Jinmeiyō-Kanji
Die Jinmeiyō-Kanji (人名用漢字, „Namens-Kanji“) sind eine Liste von aktuell 863 Schriftzeichen, die zusätzlich zu den Jōyō-Kanji in japanischen Namen (Vornamen, Familiennamen, geographischen Namen) verwendet werden dürfen. Diese Liste wurde seit 1946 mehrfach verlängert.

## Kanji Kentei
Dreimal jährlich führt die japanische Regierung den sogenannten Kanji-Kentei-Test (日本漢字能力検定試験 Nihon kanji nōryoku kentei shiken) durch, der die Fähigkeit der Kanji-Lesung und -schreibung überprüfen soll. Er umfasst insgesamt zwölf Stufen; auf der höchsten, für erfolgreiche Absolventen besonders prestigeträchtigen Stufe (Stufe 1) wird eine Kenntnis von ca. 6.000 Kanji vorausgesetzt. Beim Kanji Kentei im März 2015, den insgesamt 741.377 Teilnehmer ablegten, bestanden 85 Teilnehmer den Test der Stufe 1.

### Wörterbücher
- Japanisch-Deutsches Zeichenlexikon 7150 Zeichen – von Hans-Jörg Bibiko (deutsch, japanisch)
- Das Online Kanji Wörterbuch – オンライン日本語学習 – mit verschiedenen Beispielen – auf yamasa.org
- Japanese Kanji Dictionary auf jisho.org (englisch, japanisch)
- Japanese Kanji Dictionary auf tangorin.com (englisch, japanisch)
- Japanese Kanji Dictionary auf romajidesu.com (englisch, japanisch)

### Trainer
- Kanji-trainer.org In: kanji-trainer.org, Kostenloses Kanji-Lernprogramm nach Karteikartenprinzip mit Erklärungen der Bestandteile und Merksätzen zu allen Zeichen
- Kostenlose Schreibübungen In: mkengel.de, für JLPT-, Kankentest-, Kyōiku-, Jōyō-Kanji und mehr
- Üben Sie Kanji In: asahi-net.or.jp, Java-Applet zum Lernen und Üben der Kanji

### Tool und Helferlein
- Kanji-Schreiber
- Virtuelle japanische Tastatur – Online
- Japanisch-Umschriftkonverter – Kanji in IPA, Romaji, Kana (japanisch, englisch)
- Japanisch-Umschriftkonverter – Kanji in IPA (japanisch, englisch)